# Belsazar Hacquet
Belsazar (Balthasar ou Balthazar) de la Motte Hacquet est un médecin et un naturaliste d’origine française, né en 1739 au Conquet et mort le 10 janvier 1815 à Vienne.

## Biographie

### Un médecin et un naturaliste
Il fit ses études de médecine à Paris, fut enrôlé de force dans la marine comme chirurgien et fait prisonnier par les Anglais.
Il quitte la France très jeune et étudie la médecine et le droit à Vienne. Il est chirurgien durant la guerre de Sept Ans dans les rangs de l'armée autrichienne alors alliée de la France. Il enseigne l’anatomie et l’histoire naturelle au lycée de Laibach (aujourd'hui Ljubljana) (1780).
Il est protégé par Marie-Thérèse Ire (1717-1780) puis par Joseph II (1741-1790) qui finance ses voyages d’exploration. Hacquet parcourt ainsi une grande partie de l’empire d'Autriche à pied et réalise d’importantes et nombreuses observations géologiques, pétrographiques, paléontologiques, botaniques et ethnologiques. Il voyage à Constantinople en 1763 et est contaminé par la peste en Bessarabie.
En 1766 il devient médecin dans les mines de mercure d'Idria, puis professeur d'histoire  naturelle à l'université de Lemberg en 1787, puis à celle de Cracovie en 1805, dont il est élu doyen en 1807. En 1810, retraité, il s'installe à nouveau à Vienne où il meurt le 10 janvier 1815.

### Un précurseur de l'alpinisme
Ilfut le premier scientifique à avoir effectué une exploration approfondie des Alpes juliennes et notamment le premier alpiniste à tenter de monter au sommet du Triglav (sommet situé à la frontière actuelle entre la Slovénie et l'Italie, qui culmine à 2 864 mètres d'altitude), mais ne grimpa en fait que jusqu'au sommet du Mali Triglav (à 2 785 mètres). Il organisa en 1800 une expédition pour vaincre le sommet du Grossglockner en Carinthie, mais lui-même ne parvint pas jusqu'au sommet.
En 1796 il écrivit l'un des premiers manuels connus à l'intention des alpinistes, expliquant notamment comment se servir de chaussures équipées de crampons à glace, de cordes imbibées d'huile et comment s'habiller.
Il contribua par ses écrits, en langue allemande, à la vogue des voyages touristiques dans les Alpes.

## Œuvres
- Slavus-Venedus-Illyricus; Abbildung und Beschreibung der südwest- und östlichen Wenden, Illyrer und Slaven.
- Plantae alpinae carniolicae (1782).
- Hacquet's mineralogisch-botanische Lustreise, von dem Berg Terglou in Krain zu dem Berg Glokner in Tyrol, im Jahr 1779 und 81 (1783).
- Hacquet's neueste physikalischpolitische Reisen in den Jahren 1788 und 1789 durch die dacischen und sarmatischen oder nördlichen Karpathe (deux volumes, 1790-1791).
- Reise durch die norischen Alpen physikalischen und andern Inhalts unternommen in den Jahren 1784 bis 1786 … (Nuremberg, 1791).
- Physische und technische Beschreibung der Flintensteine… (Vienne, 1792).
- Bemerkungen über die Entstehung der Feuer- oder Flintensteine, etc. (Berlin, 1806).
- L'Illyrie et la Dalmatie, ou mœurs, usages et costumes de leurs habitans… (traduit de l’allemand par Jean Baptiste Joseph Breton de La Martinière (1777-1852), deux volumes, 1815).